# Elijah V. Brookshire
Elijah Voorhees Brookshire (* 15. August 1856 bei Ladoga, Montgomery County, Indiana; † 14. April 1936 in Seattle, Washington) war ein US-amerikanischer Politiker. Zwischen 1889 und 1895 vertrat er den Bundesstaat Indiana im US-Repräsentantenhaus.

## Werdegang
Elijah Brookshire besuchte die Schulen seiner Heimat und das Central Indiana Normal College, das er im Jahr 1878 absolvierte. Zwischen 1879 und 1882 arbeitete er als Lehrer im Montgomery County. Außerdem engagierte er sich in der Landwirtschaft. Nach einem Jurastudium und seiner im Jahr 1883 erfolgten Zulassung als Rechtsanwalt begann er in Crawfordsville in diesem Beruf zu praktizieren. Gleichzeitig schlug er als Mitglied der Demokratischen Partei eine politische Laufbahn ein. Bei den Kongresswahlen des Jahres 1888 wurde Brookshire im achten Wahlbezirk von Indiana in das US-Repräsentantenhaus in Washington, D.C. gewählt, wo er am 4. März 1889 die Nachfolge von James T. Johnston antrat. Nach zwei Wiederwahlen konnte er bis zum 3. März 1895 drei Legislaturperioden im Kongress absolvieren.
Nach seinem Ausscheiden aus dem US-Repräsentantenhaus arbeitete Brookshire wieder als Anwalt. Ab 1894 war er in dieser Eigenschaft auch am Obersten Gerichtshof der Vereinigten Staaten zugelassen. Im Jahr 1925 zog sich Brookshire in den Ruhestand zurück. Zwischen 1925 und 1935 lebte er in Los Angeles. Danach zog er nach Seattle, wo er am 14. April 1936 verstarb. Elijah Brookshire fand seine letzte Ruhestätte auf dem Harshbarger Cemetery in der Nähe seiner Geburtsstadt Ladoga.